# 講武稲荷神社
講武稲荷神社（こうぶいなりじんじゃ）は、東京都千代田区外神田にある神社。

## 歴史
1857年（安政4年）に創建された。当地は防災目的の火除地であったが、何もない空地だったことから、次第に防災機能を損なわない程度の娯楽利用が認められるようになった。講武所設置の際に、その付属地とされ、付属地の利用料を徴収することで講武所の運営資金とした。
その後、大貫伝兵衛が講武所付属地の払い下げを出願した。大貫伝兵衛は、浅草の長昌寺にあった稲荷社に払い下げ成就の祈願をし、無事成就したので、感謝の意を込めて当地に稲荷神社を創建することになった。これが当社の起源である。
当地が火除地だったことから「火伏せの神」として、また幕末以降花街として発展したことから「水商売の神」として尊崇されるようになった。

## 交通アクセス
- 秋葉原駅より徒歩3分。